# Saint-Martin-de-la-Brasque
Saint-Martin-de-la-Brasque este o comună în departamentul Vaucluse din sud-estul Franței. În 2009 avea o populație de 748 de locuitori.

## Evoluția populației
| An        | 1975 | 1982 | 1990 | 1999 | 2006 | 2009 |
| --------- | ---- | ---- | ---- | ---- | ---- | ---- |
| Populație | 255  | 377  | 517  | 656  | 718  | 748  |